# Stade Forestier
Le Forestierstadion est un stade de football belge basé à Harelbeke. 
Ce stade de 10 000 places accueille les matchs à domicile du Sporting West Harelbeke, club évoluant en Promotion ainsi que le SW Ladies Harelbeke évoluant en D2 féminine.

## Histoire
Il était le stade du KRC Harelbeke, ancien club de football belge disparu en 2002, et qui a évolué en première division durant six saisons.